# Prosthecium ellipsosporum
Prosthecium ellipsosporum är en svampart som beskrevs av Fresen. 1852. Prosthecium ellipsosporum ingår i släktet Prosthecium, ordningen Diaporthales, klassen Sordariomycetes, divisionen sporsäcksvampar och riket svampar.   Inga underarter finns listade i Catalogue of Life.